# Echiomima fabulosa
Echiomima fabulosa är en fjärilsart som beskrevs av Edward Meyrick 1915. Echiomima fabulosa ingår i släktet Echiomima och familjen plattmalar. Inga underarter finns listade i Catalogue of Life.